# Europese kampioenschappen beachvolleybal 2012 (mannen)
Het mannentoernooi van de Europese kampioenschappen beachvolleybal 2012 in Den Haag vond plaats van 30 mei tot en met 3 juni. De Duitsers Julius Brink en Jonas Reckermann verdedigden met succes hun titel tegen het Nederlandse tweetal Emiel Boersma en Daan Spijkers door de finale in twee sets te winnen. Het brons ging naar de Noren Tarjei Skarlund en Martin Spinnangr die in de troostfinale in drie sets te sterk waren voor Michał Kądzioła en Jakub Szałankiewicz uit Polen.

## Groepsfase
|  | Direct naar laatste 16 |
|  | Naar tussenronde       |

### Groep J
| # | Ploeg                     | Punten | Wedstrijden | Wedstrijden | Spelpunten | Spelpunten | Spelpunten | Sets | Sets | Sets  |
| # | Ploeg                     | Punten | W           | V           | W          | V          | Ratio      | W    | V    | Ratio |
| - | ------------------------- | ------ | ----------- | ----------- | ---------- | ---------- | ---------- | ---- | ---- | ----- |
| 1 | Skarlund / Spinnangr      | 6      | 3           | 0           | 152        | 131        | 1,160      | 6    | 2    | 3,000 |
| 2 | Brink / Reckermann        | 5      | 2           | 1           | 141        | 112        | 1,259      | 5    | 2    | 2,500 |
| 3 | Rademaker / Oude Elferink | 4      | 1           | 2           | 92         | 117        | 0,786      | 2    | 4    | 0,500 |
| 4 | Høidalen / Hordvik        | 3      | 0           | 3           | 110        | 135        | 0,815      | 1    | 6    | 0,167 |

| Datum  |                      | Score |                           | Set 1   | Set 2   | Set 3   |
| ------ | -------------------- | ----- | ------------------------- | ------- | ------- | ------- |
| 30 mei | Brink / Reckermann   | 2 – 0 | Rademaker / Oude Elferink | 21 – 10 | 21 – 16 |         |
| 30 mei | Høidalen / Hordvik   | 1 – 2 | Skarlund / Spinnangr      | 21 – 15 | 17 – 21 | 12 – 15 |
| 31 mei | Brink / Reckermann   | 1 – 2 | Skarlund / Spinnangr      | 21 – 16 | 26 – 28 | 10 – 15 |
| 31 mei | Høidalen / Hordvik   | 0 – 2 | Rademaker / Oude Elferink | 14 – 21 | 19 – 21 |         |
| 31 mei | Brink / Reckermann   | 2 – 0 | Høidalen / Hordvik        | 21 – 13 | 21 – 14 |         |
| 31 mei | Skarlund / Spinnangr | 2 – 0 | Rademaker / Oude Elferink | 21 – 15 | 21 – 9  |         |

### Groep K
| # | Ploeg                   | Punten | Wedstrijden | Wedstrijden | Spelpunten | Spelpunten | Spelpunten | Sets | Sets | Sets  |
| # | Ploeg                   | Punten | W           | V           | W          | V          | Ratio      | W    | V    | Ratio |
| - | ----------------------- | ------ | ----------- | ----------- | ---------- | ---------- | ---------- | ---- | ---- | ----- |
| 1 | Kaczmarek / Walkenhorst | 5      | 2           | 1           | 146        | 127        | 1,150      | 5    | 3    | 1,667 |
| 2 | Nummerdor / Schuil      | 5      | 1           | 2           | 129        | 122        | 1,057      | 4    | 3    | 1,333 |
| 3 | Huber / Seidl           | 5      | 2           | 1           | 127        | 122        | 1,041      | 4    | 3    | 1,333 |
| 4 | Giginoğlu / Göğtepe     | 3      | 0           | 3           | 121        | 152        | 0,796      | 2    | 6    | 0,333 |

| Datum  |                         | Score |                         | Set 1   | Set 2   | Set 3   |
| ------ | ----------------------- | ----- | ----------------------- | ------- | ------- | ------- |
| 30 mei | Nummerdor / Schuil      | 2 – 1 | Giginoğlu / Göğtepe     | 21 – 17 | 19 – 21 | 15 – 11 |
| 30 mei | Kaczmarek / Walkenhorst | 1 – 2 | Huber / Seidl           | 20 – 22 | 21 – 17 | 8 – 15  |
| 31 mei | Nummerdor / Schuil      | 2 – 0 | Huber / Seidl           | 21 – 14 | 21 – 17 |         |
| 31 mei | Kaczmarek / Walkenhorst | 2 – 1 | Giginoğlu / Göğtepe     | 21 – 17 | 19 – 21 | 15 – 3  |
| 31 mei | Nummerdor / Schuil      | 0 – 2 | Kaczmarek / Walkenhorst | 16 – 21 | 16 – 21 |         |
| 31 mei | Huber / Seidl           | 2 – 0 | Giginoğlu / Göğtepe     | 21 – 16 | 21 – 15 |         |

### Groep L
| # | Ploeg              | Punten | Wedstrijden | Wedstrijden | Spelpunten | Spelpunten | Spelpunten | Sets | Sets | Sets  |
| # | Ploeg              | Punten | W           | V           | W          | V          | Ratio      | W    | V    | Ratio |
| - | ------------------ | ------ | ----------- | ----------- | ---------- | ---------- | ---------- | ---- | ---- | ----- |
| 1 | Klemperer / Koreng | 6      | 3           | 0           | 139        | 117        | 1,188      | 6    | 1    | 6,000 |
| 2 | Boersma / Spijkers | 5      | 2           | 1           | 118        | 109        | 1,083      | 4    | 2    | 2,000 |
| 3 | Beneš / Kubala     | 4      | 1           | 2           | 115        | 135        | 0,871      | 2    | 5    | 0,400 |
| 4 | Søderberg / Hoyer  | 3      | 0           | 3           | 135        | 149        | 0,906      | 2    | 6    | 0,333 |

| Datum  |                    | Score |                    | Set 1   | Set 2   | Set 3   |
| ------ | ------------------ | ----- | ------------------ | ------- | ------- | ------- |
| 30 mei | Boersma / Spijkers | 2 – 0 | Søderberg / Hoyer  | 21 – 19 | 21 – 18 |         |
| 30 mei | Klemperer / Koreng | 2 – 0 | Beneš / Kubala     | 21 – 17 | 21 – 16 |         |
| 31 mei | Boersma / Spijkers | 2 – 0 | Beneš / Kubala     | 21 – 14 | 21 – 16 |         |
| 31 mei | Klemperer / Koreng | 2 – 1 | Søderberg / Hoyer  | 19 – 21 | 21 – 17 | 15 – 12 |
| 31 mei | Boersma / Spijkers | 0 – 2 | Klemperer / Koreng | 17 – 21 | 17 – 21 |         |
| 31 mei | Beneš / Kubala     | 2 – 1 | Søderberg / Hoyer  | 16 – 21 | 21 – 16 | 15 – 11 |

### Groep M
| # | Ploeg              | Punten | Wedstrijden | Wedstrijden | Spelpunten | Spelpunten | Spelpunten | Sets | Sets | Sets  |
| # | Ploeg              | Punten | W           | V           | W          | V          | Ratio      | W    | V    | Ratio |
| - | ------------------ | ------ | ----------- | ----------- | ---------- | ---------- | ---------- | ---- | ---- | ----- |
| 1 | Erdmann / Matysik  | 6      | 3           | 0           | 166        | 151        | 1,099      | 6    | 3    | 2,000 |
| 2 | Herrera / Gavira   | 5      | 2           | 1           | 130        | 112        | 1,161      | 5    | 2    | 2,500 |
| 3 | Heyer / Chevallier | 4      | 1           | 2           | 152        | 161        | 0,944      | 3    | 5    | 0,600 |
| 4 | Şekerci / Göğtepe  | 3      | 0           | 3           | 137        | 161        | 0,851      | 2    | 6    | 0,333 |

| Datum  |                    | Score |                    | Set 1   | Set 2   | Set 3   |
| ------ | ------------------ | ----- | ------------------ | ------- | ------- | ------- |
| 30 mei | Erdmann / Matysik  | 2 – 1 | Şekerci / Göğtepe  | 20 – 22 | 21 – 19 | 15 – 12 |
| 30 mei | Herrera / Gavira   | 2 – 0 | Heyer / Chevallier | 21 – 19 | 21 – 18 |         |
| 31 mei | Erdmann / Matysik  | 2 – 1 | Heyer / Chevallier | 23 – 25 | 21 – 13 | 16 – 14 |
| 31 mei | Herrera / Gavira   | 2 – 0 | Şekerci / Göğtepe  | 21 – 14 | 21 – 11 |         |
| 31 mei | Erdmann / Matysik  | 2 – 1 | Herrera / Gavira   | 21 – 12 | 14 – 21 | 15 – 13 |
| 31 mei | Heyer / Chevallier | 2 – 1 | Şekerci / Göğtepe  | 27 – 29 | 21 – 17 | 15 – 13 |

### Groep N
| # | Ploeg              | Punten | Wedstrijden | Wedstrijden | Spelpunten | Spelpunten | Spelpunten | Sets | Sets | Sets  |
| # | Ploeg              | Punten | W           | V           | W          | V          | Ratio      | W    | V    | Ratio |
| - | ------------------ | ------ | ----------- | ----------- | ---------- | ---------- | ---------- | ---- | ---- | ----- |
| 1 | Laciga / Weingart  | 5      | 2           | 1           | 150        | 138        | 1,087      | 5    | 3    | 1,667 |
| 2 | Brouwer / Meeuwsen | 5      | 2           | 1           | 149        | 135        | 1,104      | 5    | 3    | 1,667 |
| 3 | Müllner / Wutzl    | 4      | 1           | 2           | 119        | 139        | 0,856      | 2    | 5    | 0,400 |
| 4 | Fijałek / Prudel   | 4      | 1           | 2           | 163        | 169        | 0,964      | 4    | 5    | 0,800 |

| Datum  |                    | Score |                    | Set 1   | Set 2   | Set 3   |
| ------ | ------------------ | ----- | ------------------ | ------- | ------- | ------- |
| 30 mei | Fijałek / Prudel   | 2 – 1 | Laciga / Weingart  | 23 – 21 | 17 – 21 | 15 – 11 |
| 30 mei | Brouwer / Meeuwsen | 2 – 0 | Müllner / Wutzl    | 21 – 11 | 21 – 16 |         |
| 31 mei | Fijałek / Prudel   | 1 – 2 | Müllner / Wutzl    | 21 – 15 | 19 – 21 | 12 – 15 |
| 31 mei | Brouwer / Meeuwsen | 1 – 2 | Laciga / Weingart  | 21 – 16 | 11 – 21 | 10 – 15 |
| 31 mei | Fijałek / Prudel   | 1 – 2 | Brouwer / Meeuwsen | 14 – 21 | 31 – 29 | 11 – 15 |
| 31 mei | Müllner / Wutzl    | 0 – 2 | Laciga / Weingart  | 20 – 22 | 21 – 23 |         |

### Groep O
| # | Ploeg                 | Punten | Wedstrijden | Wedstrijden | Spelpunten | Spelpunten | Spelpunten | Sets | Sets | Sets  |
| # | Ploeg                 | Punten | W           | V           | W          | V          | Ratio      | W    | V    | Ratio |
| - | --------------------- | ------ | ----------- | ----------- | ---------- | ---------- | ---------- | ---- | ---- | ----- |
| 1 | Doppler / Horst       | 6      | 3           | 0           | 126        | 88         | 1,432      | 6    | 0    | MAX   |
| 2 | Gabathuler / Gerson   | 4      | 1           | 2           | 105        | 112        | 0,938      | 2    | 4    | 0,500 |
| 3 | Stiekema / Varenhorst | 4      | 1           | 2           | 103        | 117        | 0,880      | 2    | 4    | 0,500 |
| 4 | Coucke / Van Walle    | 4      | 1           | 2           | 98         | 115        | 0,852      | 2    | 4    | 0,500 |

| Datum  |                       | Score |                     | Set 1   | Set 2   | Set 3 |
| ------ | --------------------- | ----- | ------------------- | ------- | ------- | ----- |
| 30 mei | Stiekema / Varenhorst | 2 – 0 | Gabathuler / Gerson | 21 – 17 | 21 – 16 |       |
| 30 mei | Doppler / Horst       | 2 – 0 | Coucke / Van Walle  | 21 – 16 | 21 – 12 |       |
| 31 mei | Stiekema / Varenhorst | 0 – 2 | Coucke / Van Walle  | 17 – 21 | 14 – 21 |       |
| 31 mei | Doppler / Horst       | 2 – 0 | Gabathuler / Gerson | 21 – 13 | 21 – 17 |       |
| 31 mei | Stiekema / Varenhorst | 0 – 2 | Doppler / Horst     | 19 – 21 | 11 – 21 |       |
| 31 mei | Coucke / Van Walle    | 0 – 2 | Gabathuler / Gerson | 15 – 21 | 13 – 21 |       |

### Groep P
| # | Ploeg                    | Punten | Wedstrijden | Wedstrijden | Spelpunten | Spelpunten | Spelpunten | Sets | Sets | Sets  |
| # | Ploeg                    | Punten | W           | V           | W          | V          | Ratio      | W    | V    | Ratio |
| - | ------------------------ | ------ | ----------- | ----------- | ---------- | ---------- | ---------- | ---- | ---- | ----- |
| 1 | Heuscher / Bellaguarda   | 6      | 3           | 0           | 136        | 111        | 1,225      | 6    | 1    | 6,000 |
| 2 | Kądzioła / Szałankiewicz | 5      | 2           | 1           | 152        | 133        | 1,143      | 5    | 3    | 1,667 |
| 3 | Pļaviņš / Šmēdiņš        | 4      | 1           | 2           | 129        | 131        | 0,985      | 3    | 4    | 0,750 |
| 4 | Kotsilianos / Zoupanis   | 3      | 0           | 3           | 84         | 126        | 0,667      | 0    | 6    | 0,000 |

| Datum  |                          | Score |                          | Set 1   | Set 2   | Set 3   |
| ------ | ------------------------ | ----- | ------------------------ | ------- | ------- | ------- |
| 30 mei | Pļaviņš / Šmēdiņš        | 2 – 0 | Kotsilianos / Zoupanis   | 21 – 13 | 21 – 16 |         |
| 30 mei | Heuscher / Bellaguarda   | 2 – 1 | Kądzioła / Szałankiewicz | 15 – 21 | 21 – 18 | 15 – 12 |
| 31 mei | Pļaviņš / Šmēdiņš        | 1 – 2 | Kądzioła / Szałankiewicz | 22 – 20 | 22 – 24 | 10 – 15 |
| 31 mei | Heuscher / Bellaguarda   | 2 – 0 | Kotsilianos / Zoupanis   | 21 – 12 | 21 – 15 |         |
| 31 mei | Pļaviņš / Šmēdiņš        | 0 – 2 | Heuscher / Bellaguarda   | 13 – 21 | 20 – 22 |         |
| 31 mei | Kądzioła / Szałankiewicz | 2 – 0 | Kotsilianos / Zoupanis   | 21 – 15 | 21 – 13 |         |

### Groep Q
| # | Ploeg                 | Punten | Wedstrijden | Wedstrijden | Spelpunten | Spelpunten | Spelpunten | Sets | Sets | Sets  |
| # | Ploeg                 | Punten | W           | V           | W          | V          | Ratio      | W    | V    | Ratio |
| - | --------------------- | ------ | ----------- | ----------- | ---------- | ---------- | ---------- | ---- | ---- | ----- |
| 1 | Samoilovs / Sorokins  | 6      | 3           | 0           | 144        | 117        | 1,231      | 6    | 1    | 6,000 |
| 2 | Kosjkarjov / Semjonov | 5      | 2           | 1           | 127        | 126        | 1,008      | 4    | 3    | 1,333 |
| 3 | Dumek / Tichý         | 4      | 1           | 2           | 156        | 164        | 0,951      | 4    | 5    | 0,800 |
| 4 | Horrem / Eithun       | 3      | 0           | 3           | 118        | 138        | 0,855      | 1    | 6    | 0,167 |

| Datum  |                       | Score |                       | Set 1   | Set 2   | Set 3   |
| ------ | --------------------- | ----- | --------------------- | ------- | ------- | ------- |
| 30 mei | Samoilovs / Sorokins  | 2 – 1 | Dumek / Tichý         | 28 – 26 | 17 – 21 | 15 – 11 |
| 30 mei | Horrem / Eithun       | 0 – 2 | Kosjkarjov / Semjonov | 21 – 23 | 17 – 21 |         |
| 31 mei | Samoilovs / Sorokins  | 2 – 0 | Kosjkarjov / Semjonov | 21 – 14 | 21 – 15 |         |
| 31 mei | Horrem / Eithun       | 1 – 2 | Dumek / Tichý         | 21 – 16 | 16 – 21 | 13 – 15 |
| 31 mei | Samoilovs / Sorokins  | 2 – 0 | Horrem / Eithun       | 21 – 15 | 21 – 15 |         |
| 31 mei | Kosjkarjov / Semjonov | 2 – 1 | Dumek / Tichý         | 18 – 21 | 21 – 17 | 15 – 8  |

## Knockoutfase

### Eerste ronde
| Datum  | Wedstrijd | Team 1                   | Score | Team 2                    | Set 1   | Set 2   | Set 3   |
| ------ | --------- | ------------------------ | ----- | ------------------------- | ------- | ------- | ------- |
| 1 juni | 1         | Gabathuler / Gerson      | 2 – 1 | Huber / Seidl             | 17 – 21 | 21 – 17 | 16 – 14 |
| 1 juni | 2         | Herrera / Gavira         | 0 – 2 | Stiekema / Varenhorst     | 10 – 21 | 19 – 21 |         |
| 1 juni | 3         | Nummerdor / Schuil       | 2 – 1 | Dumek / Tichý             | 21 – 14 | 17 – 21 | 15 – 10 |
| 1 juni | 4         | Boersma / Spijkers       | 2 – 0 | Müllner / Wutzl           | 21 – 14 | 21 – 15 |         |
| 1 juni | 5         | Kądzioła / Szałankiewicz | 2 – 0 | Rademaker / Oude Elferink | 21 – 17 | 21 – 16 |         |
| 1 juni | 6         | Brouwer / Meeuwsen       | 2 – 1 | Heyer / Chevallier        | 21 – 14 | 25 – 27 | 15 – 12 |
| 1 juni | 7         | Brink / Reckermann       | 2 – 0 | Beneš / Kubala            | –       | –       |         |
| 1 juni | 8         | Kosjkarjov / Semjonov    | 0 – 2 | Pļaviņš / Šmēdiņš         | 17 – 21 | 19 – 21 |         |

### Eindronde
| Achtste finale | Achtste finale           | Achtste finale | Achtste finale | Achtste finale |  |    | Kwartfinale             | Kwartfinale              | Kwartfinale | Kwartfinale | Kwartfinale |  |  | Halve finale | Halve finale             | Halve finale | Halve finale | Halve finale |  |              | Finale               | Finale                   | Finale       | Finale       | Finale |
|                |                          |                |                |                |  |    |                         |                          |             |             |             |  |  |              |                          |              |              |              |  |              |                      |                          |              |              |        |
| 17             | Skarlund / Spinnangr     | 21             | 21             |                |  |    |                         |                          |             |             |             |  |  |              |                          |              |              |              |  |              |                      |                          |              |              |        |
| 27             | Gabathuler / Gerson      | 12             | 16             |                |  |    | 17                      | Skarlund / Spinnangr     | 21          | 21          |             |  |  |              |                          |              |              |              |  |              |                      |                          |              |              |        |
| 6              | Stiekema / Varenhorst    | 21             | 21             |                |  | 6  | Stiekema / Varenhorst   | 17                       | 18          |             |             |  |  |              |                          |              |              |              |  |              |                      |                          |              |              |        |
| 28             | Laciga / Weingart        | 12             | 19             |                |  |    |                         |                          |             |             |             |  |  | 17           | Skarlund / Spinnangr     | 21           | 14           | 12           |  |              |                      |                          |              |              |        |
| 11             | Doppler / Horst          | 21             | 14             | 12             |  |    |                         |                          |             |             |             |  |  | 3            | Boersma / Spijkers       | 18           | 21           | 15           |  |              |                      |                          |              |              |        |
| 2              | Nummerdor / Schuil       | 19             | 21             | 15             |  |    | 2                       | Nummerdor / Schuil       | 14          | 11          |             |  |  |              |                          |              |              |              |  |              |                      |                          |              |              |        |
| 3              | Boersma / Spijkers       | 13             | 21             | 15             |  | 3  | Boersma / Spijkers      | 21                       | 21          |             |             |  |  |              |                          |              |              |              |  |              |                      |                          |              |              |        |
| 4              | Erdmann / Matysik        | 21             | 17             | 13             |  |    |                         |                          |             |             |             |  |  |              |                          |              |              |              |  |              | 3                    | Boersma / Spijkers       | 17           | 20           |        |
| 14             | Klemperer / Koreng       | 16             | 21             | 15             |  |    |                         |                          |             |             |             |  |  |              |                          |              |              |              |  |              | 1                    | Brink / Reckermann       | 21           | 22           |        |
| 23             | Kądzioła / Szałankiewicz | 21             | 15             | 17             |  |    | 23                      | Kądzioła / Szałankiewicz | 21          | 21          |             |  |  |              |                          |              |              |              |  |              |                      |                          |              |              |        |
| 12             | Brouwer / Meeuwsen       | 21             | 21             |                |  | 12 | Brouwer / Meeuwsen      | 18                       | 14          |             |             |  |  |              |                          |              |              |              |  |              |                      |                          |              |              |        |
| 8              | Samoilovs / Sorokins     | 19             | 9              |                |  |    |                         |                          |             |             |             |  |  | 23           | Kądzioła / Szałankiewicz | 22           | 19           | 13           |  |              |                      |                          |              |              |        |
| 10             | Heuscher / Bellaguarda   | 15             | 19             |                |  |    |                         |                          |             |             |             |  |  | 1            | Brink / Reckermann       | 20           | 21           | 15           |  |              |                      |                          |              |              |        |
| 1              | Brink / Reckermann       | 21             | 21             |                |  |    | 1                       | Brink / Reckermann       | 21          | 21          |             |  |  |              |                          |              |              |              |  | Troostfinale | Troostfinale         | Troostfinale             | Troostfinale | Troostfinale |        |
| 7              | Pļaviņš / Šmēdiņš        | 17             | 21             |                |  | 15 | Kaczmarek / Walkenhorst | 13                       | 17          |             |             |  |  |              |                          |              |              |              |  | 17           | Skarlund / Spinnangr | 17                       | 21           | 16           |        |
| 15             | Kaczmarek / Walkenhorst  | 21             | 23             |                |  |    |                         |                          |             |             |             |  |  |              |                          |              |              |              |  |              | 23                   | Kądzioła / Szałankiewicz | 21           | 14           | 14     |